# Exponatec Cologne
Die Exponatec Cologne ist die bedeutendste Fachmesse für Museen in Europa.

## Geschichte und Beschreibung
Die Exponatec wird von der Koelnmesse im Zweijahresrhythmus veranstaltet. Als Fachmesse für Museen, Konservierung und Kulturerbe bietet die Exponatec neben Kernthemen wie Konservierungsmethoden, Restaurierung sowie Materialforschung einen Überblick der unterschiedlichen Dienstleistungsangebote im Museumsumfeld wie zum Beispiel Besucherforschung, Öffentlichkeitsarbeit und Museumsshops bis hin zu Logistik, Verwaltungsbedarf und Personaldienstleistungen. Präsentationstechnik und Ausstellungsdesign runden das Angebot ab. Neben Herstellern und Dienstleistern nutzen auch Vertriebsgesellschaften, Verbände sowie Großhändler und Importeure die Exponatec als Geschäftsplattform. Begleitet wird die Messe von einem Fachkongress, der zielgruppenorientierte Vorträge und Diskussionen bietet. Kooperationen mit relevanten Institutionen und Verbänden, zum Beispiel mit dem Deutschen Museumsbund, der Organisation Best in Heritage und Europa Nostra unterstreichen den internationalen Fokus der Fachveranstaltung.
Die Exponatec 2015 fand vom 18. bis 20. November statt. 197 Unternehmen aus 21 Ländern beteiligten sich an der Veranstaltung, 32 % aus dem Ausland. Insgesamt besuchten über 4.000 Fachbesucher die Messe.
Die Exponatec 2017 fand vom 22. bis 24. November 2017 statt. Es waren 185 Aussteller beteiligt, davon 33 % aus dem Ausland. Insgesamt kamen rund 4.400 Besucher, davon 20 % aus dem Ausland.
Die letzte Exponatec fand vom 20. bis 22. November 2019 in Köln statt, die nächste 2021 ist für den 17. bis 19. November geplant.